# Episcópi
O acantonamento de Episcópi (em inglês:  Episkopi Cantonment; em grego:  Επισκοπή) é a capital de Acrotíri e Decelia, um território ultramarino britânico na ilha de Chipre, administrado como uma Área de Base Soberana. Situa-se no centro da Área da Base Soberana Ocidental, uma das duas áreas que compõem o território. Apesar de são ser a maior base militar britânica na ilha é, contudo, sede quer da administração civil quer da militar das Áreas das Bases Soberanas.

## Comando
Episcópi é o atual centro de comando das forças britânicas em Chipre. O comandante das Áreas das Bases Soberanas/Forças Britânicas em Chipre é ou um major-general ou um vice-marechal da Força Aéra, alternando a cada três anos, passando este do controlo do Exército Britânico para a Força Aérea Real. Consequentemente, o sub-comandante das Forças Britânicas em Chipre é do ramo oposto: ou um brigadeiro ou um comodoro da Força Aérea.  

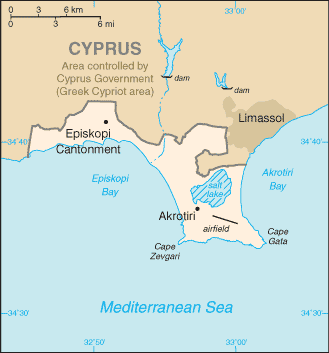
Acantonamento de Episcópi em Acrotíri.

O atual comandante é o vice-marechal da Força Aérea Graham Stacey e o sub-comandante é o brigadeiro Bill Kingdon. 
O acantonamento de Episcópi é sede da Administração das Áreas das Bases Soberanas, a autoridade civil no território.